# Clubiona asrevida
Clubiona asrevida är en spindelart som beskrevs av Ono 1992. Clubiona asrevida ingår i släktet Clubiona och familjen säckspindlar.
Artens utbredningsområde är Taiwan. Inga underarter finns listade i Catalogue of Life.